# ヌルスルタン・ナザルバエフ
ヌルスルタン・アビシュリ・ナザルバエフ（ナザルバーエフ、カザフ語: Нұрсұлтан Әбішұлы Назарбаев、ロシア語: Нурсултан Абишевич Назарбаев、Nursultan Abishevich Nazarbayev、1940年7月6日 - ）は、ソビエト連邦及びカザフスタンの政治家。初代大統領（1990年4月24日 - 2019年3月20日）、カザフスタン共和国国家安全保障会議議長（1991年8月21日 - 2022年1月5日）を歴任。ヌルスルタン・アビシェヴィチ・ナザルバエフとも。

## 概要
1991年のカザフスタン独立から2019年まで、約30年にわたって大統領を務めた。首都アスタナは彼の名前にちなんでヌルスルタンと改名された。しかし、2022年1月の反政府デモで失脚したこともあり、同年9月に再び首都名がアスタナに戻された。
1990年から1991年までカザフスタンSSRの大統領。1991年12月16日から2019年3月20日までカザフスタン共和国の大統領。1991年（初代）、1999年（第2代）、2005年（第3代）、2011年（第4代）、2015年（第5代）の大統領選挙で当選した。大統領職を退いた後もカザフスタン国家安全保障会議議長、カザフスタン憲法評議会議員（2019年 - ）、与党ヌル・オタンの党首、国民議会議長（1995年 - 2021年）を務めていた。
2010年からはカザフスタン共和国初代大統領の公式呼称・エルバシー（Елбасы, 国家の指導者、国父）で呼ばれていた。2023年1月13日には、カザフスタン上下院は合同会議を開催し、「国民の指導者」の称号を付与した法律などを廃止し、これにより一族への不逮捕特権も廃止された。
ソ連のカザフ共和国最高会議議長（1990年）、カザフスタン共産党第一書記（1989年 - 1991年）、カザフ・ソビエト社会主義共和国閣僚会議議長（1984年 - 1989年）、ソビエト連邦共産党中央委員会委員（1986年 - 1991年）、ソ連共産党政治局員（1990年 - 1991年）、カザフスタン共産党中央委員会書記（1979年 - 1984年）、北カザフスタン地方代表としてソビエト連邦第10期・第11期最高会議代議員（1979年 - 1989年）、ソビエト連邦人民代議員（1989年 - 1991年）。

## 経歴
- 1977年 - 1979年、カラガンダ州共産党委員会書記、後に第2書記
- 1979年、カザフ共産党中央委員会書記
- 1984年、カザフ・ソヴィエト社会主義共和国閣僚会議議長（首相）[1]
- 1986年、ソビエト共産党中央委員会委員。ゴルバチョフ政権下で中央アジアの代表として台頭してくる。
  - ゴルバチョフ書記長は、この年、ブレジネフの盟友だったディンムハメッド・クナーエフ・カザフ党第一書記（政治局員）を解任し、ロシア人のゲンナジー・コルビンをカザフ党第一書記に任命したが、これに対して、同年12月にカザフ人の暴動が起こる（アルマアタ事件）。同事件はカザフ人であるナザルバエフを重用する必要性を高めた。
- 1989年6月、コルビンの後任としてカザフ共産党中央委員会第一書記に就任[1]
- 1990年2月カザフ共和国最高会議議長、4月カザフ共和国大統領[1]、7月、ソビエト共産党中央委員会政治局員
- 1991年8月21日、カザフスタン共和国国家安全保障会議議長に就任。
- 1991年12月1日、カザフスタン共和国大統領に選出、同月10日、国名をカザフスタン共和国へ変更[1]。
  - 1991年12月25日、ソビエト連邦の崩壊に伴い、カザフスタンは独立国家として国際的に承認される。国際連合には1992年3月2日に加盟。
- 1994年4月、来日[1]
- 1995年4月、国民投票により任期を2000年まで延長
- 1997年、首都をアルマトイからアスタナへ移転[6]。
- 1999年1月、期限前に実施された大統領選挙で再選（任期は7年）[1]。
- 1999年12月、日・カザフスタン経済合同会議に出席するため来日[1]。
- 2005年12月、前倒しされた大統領選挙で圧倒的得票率で3選された[1]。
- 2007年5月12日、ロシアのウラジーミル・プーチン大統領、トルクメニスタンのグルバングル・ベルディムハメドフ大統領と共同でカスピ海に沿うガスパイプライン新設の合意を発表[7]。
- 2007年5月18日、カザフスタン議会はナザルバエフを終身大統領とする決議案を圧倒的賛成多数で可決。同日採択された憲法改正案で大統領任期を7年から5年に削減、3選禁止規定も残されたが、ナザルバエフは「独立国家カザフの創始者」であるため、大統領の任期は適用されない。しかしナザルバエフはこれを断り、大統領選挙は2012年実施、2005年に選出された現在の大統領任期は2013年初頭までとされた。
- 2008年6月18日、来日。福田康夫首相との首脳会談で、原子力の平和的利用などエネルギー分野での二国間協力の合意がなされ、調印[8]。
- 2011年2月、2012年に予定されていた大統領選挙を前倒して実施するために憲法修正法案に署名。
- 2011年4月3日に大統領選挙が実施され、得票率95.5%を獲得して当選し4選を果たした。
  - 2010年末に、2020年まで大統領任期を延長することを決めるための国民投票実施を要求する国民の署名運動が開始され、署名者数は500万に達した。カザフスタン議会も12月14日に、国民投票を可能にする憲法改正案を可決。しかし憲法評議会が議会主導の改憲の動きを違憲と判断した。これを受けて大統領は任期延長提案を拒否し、逆に大統領選挙の前倒し実施を提案した。
  - 同選挙での立候補者はナザルバエフ以外に3人いたが、3人ともナザルバエフの2020年までの任期延長に賛成していた人物であり、しかもそのうちの1人はナザルバエフに投票した[9]、と発言するなど、国際社会、特に欧米からは「競争原理のみられない選挙」と批判された。得票率95.5%[9]は1991年12月に行われた大統領選挙で獲得した98.7%に次ぐ高率で、1999年の得票率79.78%と2005年の得票率91.15%を上回り、独立以後の大統領選挙では過去最高となった。
- 2014年2月、カザフスタンの国際的な知名度向上のため、国名を「カザフエリ」（カザフ語でカザフ人の土地の意）」に変更する考えを表明[10]。
- 2014年5月、アスタナでロシアのプーチン大統領、ベラルーシのアレクサンドル・ルカシェンコ大統領とともにユーラシア経済連合の創設に関する条約に調印し、締約国の各議会に対して条約の批准を同時期に行うことを提唱[11]。
- 2015年4月、予定任期を1年前倒しして行われた大統領選挙で得票率97.7%を獲得し5選を果たした[12][13]。
- 2015年9月、中国人民抗日戦争・世界反ファシズム戦争勝利70周年記念式典に出席して天安門広場を行進するカザフスタン軍を閲兵[14]。
- 2016年11月、来日。カザフスタンの大統領として初めて広島平和記念資料館を視察した。
- 2017年4月、カザフ語の表記を2025年までにラテン文字に転換することを表明した[15]。
- 2017年5月、中国の一帯一路をテーマとした一帯一路国際協力サミットフォーラム（英語版）に出席[16]。
- 2019年3月19日 - 国民向けのテレビ演説で、20日付で大統領職から退任すると発表（ただし、「国家指導者」という憲法上の地位を維持し、国家安全保障会議の終身議長に留まる）[17][18]。同日、議会は首都の名称を現在のアスタナからナザルバエフの名前である「ヌルスルタン」に変更する法案を可決した[19]。6月9日、選挙で大統領のカシムジョマルト・トカエフが大統領に選出された[20]。
- 2019年10月 - 即位の礼出席のためカザフスタンの代表として訪日。10月23日には迎賓館赤坂離宮で内閣総理大臣安倍晋三と会談を行った[21]。
- 2020年6月18日 - 新型コロナウイルスに感染していたことが判明[22]。
- 2021年11月23日、非公開のヌル・オタン党政治評議会拡大会議において議長を辞任する意向を表明[23]。
- 2022年1月5日 - 燃料高騰に端を発した反政府デモの収束を図るため、トカエフ大統領により国家安全保障会議議長職を解任され、事実上失脚した[24][25]。その後家族とともにカザフスタンより脱出し、隣国キルギスの首都ビシュケクにあるマナス国際空港に向かったと報じられた[26]。
- 2022年1月18日 - ビデオ声明を発表し、「私は年金生活者だ。トカエフ大統領が全権を掌握している」と述べ、政界からの完全引退を表明した[27]。
- 2022年9月17日 - トカエフ大統領は首都の名称をアスタナに戻す法案に署名した[28]。

## 人物
アルマトイ州カスケレンスキー地区チェモルガン村出身。妻・サラSara Nazarbayeva、3女（ダリガ、ディナラ、アリヤ）、3人の孫を有する。孫のアイスルタンは、イギリスのサンドハースト王立陸軍士官学校を優等で卒業し、カザフスタン共和国軍に入隊。
ドニエプロジェルジンスキー工業学校（1960年）、カラガンダ冶金コンビナート附属工業大学（1967年）、ソ連共産党中央委員会附属高等党学校（1976年、通信教育）を卒業。経済科学博士。
カザフ国立大学名誉教授、国際技術アカデミー会員、ロシア連邦社会科学アカデミー会員、カザフスタン科学アカデミー会員、国際情報化アカデミー会員、国際技術科学アカデミー会員。北京大学より名誉博士号(2002年)。東海大学より名誉博士号（2016年）。
ナザルバエフはソ連時代からその手腕を注目され、ソ連の副大統領候補に検討していたゴルバチョフとは新連邦条約調印の暁に首相に抜擢することが約束されていた。ソ連崩壊の際の独立国家共同体の発足でもアルマトイで主導的な役割を果たし、「安定と経済発展」を掲げた開発独裁を行い、カザフスタン・中国石油パイプラインや中央アジア・中国天然ガスパイプラインの建設でカザフスタンの潤沢な天然資源を経済成長著しい中国などに積極的に輸出してカザフスタン経済の発展を実現し、カザフスタンは中央アジアで最も高い一人当たりの国内総生産となり、ロシアと並ぶほどに成長した。カザフスタン議会は2000年にナザルバエフの議案提出権や不逮捕特権を終身付与する法案を可決し、2001年にはナザルバエフに対して「人民英雄」の称号を付与する議案もほぼ全会一致で可決している。3人の娘がおり、末娘のアリヤは、キルギス共和国のアスカル・アカエフ元大統領の息子と結婚した。ナザルバエフには男児がいないため、長女・ダリガは後継者候補として有力であった。そのダリガは2019年に父親から大統領職を引き継いだトカエフの後継として上院議長に就任したが、2020年5月にトカエフによって解任され、上院議員資格も抹消された。
ユーラシア主義の推進者であり、L.N.グミリョフ・ユーラシア国立大学を設立している。また、ユーラシア連合の提唱者であり、ユーラシア経済共同体とその後身のユーラシア経済連合の創設条約はいずれもカザフスタンのアスタナで調印されており、ユーラシア統合を着想して多大な貢献をしたとナザルバエフを称えるロシアのプーチン大統領の提案で最高ユーラシア経済評議会（ユーラシア経済連合の最高意思決定機関）の名誉議長にも任命されている。中国の主導する上海協力機構の創設にも参加して後に国際的な注目を集めた一帯一路の構想を2013年に習近平国家主席（総書記）がアスタナで最初に提唱した際はナザルバエフは真っ先にこれを支援し、中国最高位勲章の友誼勲章も授与されている。隣接する中露両国とは友好関係を築き、大統領退任後も中国とロシアをまず外遊している。
また、イスラム教徒でありながらイスラエルとも強い繋がりを有している。

## 著作
- 『我々の家ユーラシア―21世紀を眼前にして』下斗米伸夫・山口久子（翻訳）、日本放送出版協会、1999
- 『激動の十年　カザフから始まるユーラシアの改革』下斗米伸夫・原田長樹（翻訳）、Ｌ・Ｈ陽光出版、2005
- 『ユーラシア連合：着想、実践、展望1994-1997』Евразийский союз: идеи, практика, перспективы, 1994–1997